# Morgon-Tidningen

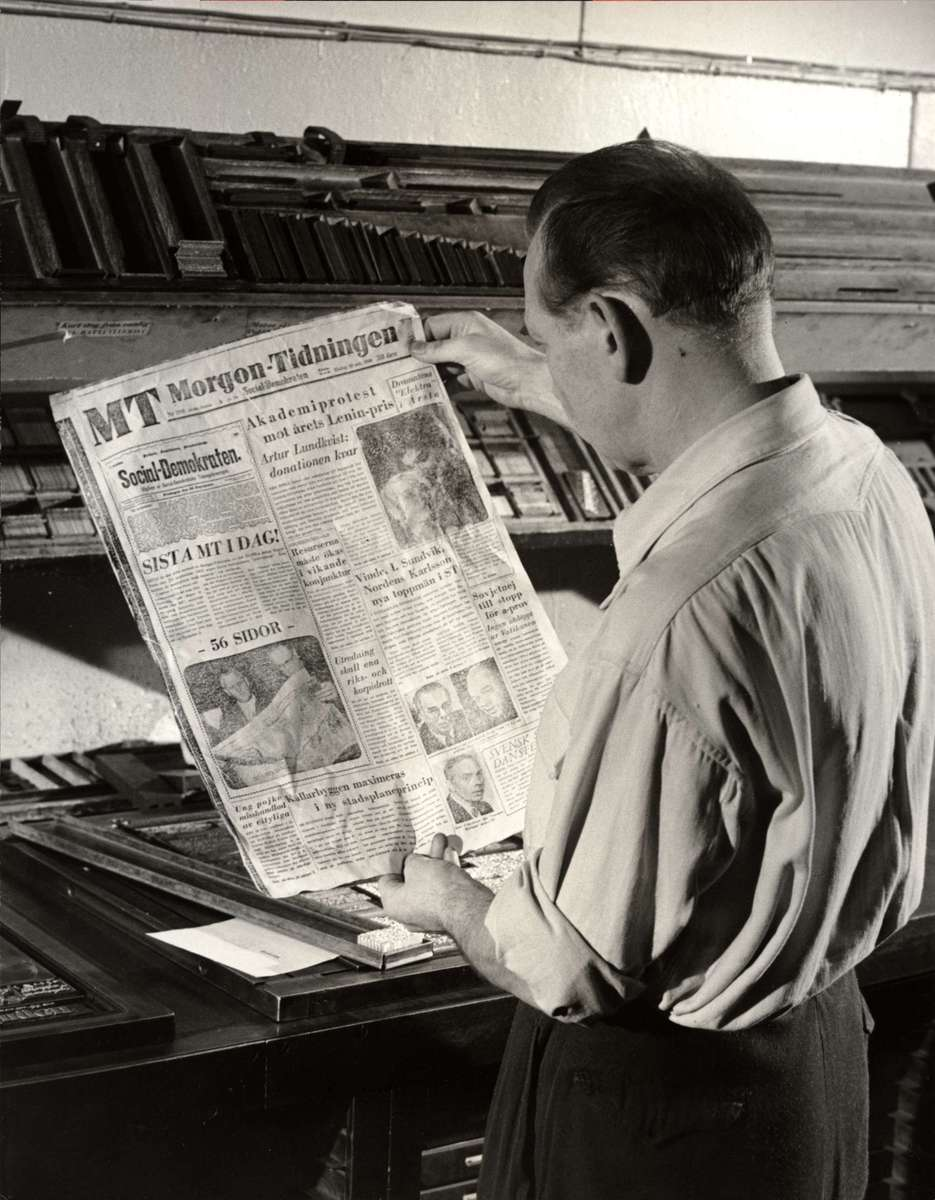
Foto från Morgon-Tidningens sätteri i Stockholm, natten när sista numret trycktes (1958).

Morgon-Tidningen, (1885–1942), (hette Social-Demokraten 1885–1942), är en socialdemokratisk dagstidning i Stockholm, som gavs ut från den 25 september 1885 till den 28 oktober 1958. Tidningen återuppstod 2021 i digital form.

## Historia

### Tidig historia

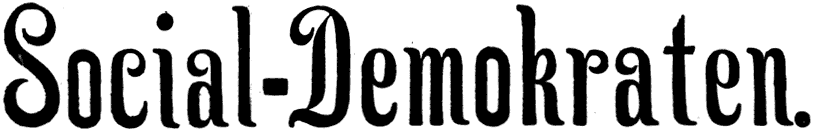
Tidningens logotyp före namnbytet 1942.

Tidningen grundades av August Palm och företrädde socialdemokratiska åsikter. Startkapitalet var på 108 kronor, och pengarna räckte inte till att betala tryckningen av hela tidningsupplagan. En del nummer fick stanna som pant hos boktryckaren, medan de andra såldes. Att få några cigarrbodar eller vana tidningspojkar att åta sig försäljningen visade sig omöjligt för deras sociala anseendes skull. Palm tvingades själv gå ut på gatorna och sälja lösnummer med hjälp av en liten energisk trupp av arbetare. Redaktionslokal var Palms skräddarverkstad, där han ömsevis skrev redaktionsartiklar och sydde byxor.
I Social-Demokratens första nummer publicerades kampsången Arbetets söner, som blev den svenska arbetarklassens uppmarschsång. Numret hade två annonser. Den ena rörde Socialdemokratiska klubben – den första  socialdemokratiska sammanslutningen i huvudstaden och bildad av Palm. I den andra annonsen rekommenderade sig Aug. Palm till utförande av allt vad till skrädderiyrket hör. Hans skräddarverkstad hade samma adress som Socialdemokratens redaktion och expedition vid Stora glasbruksgatan.

### Hjalmar Brantings tid som chefredaktör
Under en sammanlagd tid av 24 år, mellan 1886 och 1917, var Hjalmar Branting, som senare skulle bli Sveriges första socialdemokratiska statsminister, chefredaktör. Många framträdande inom det socialdemokratiska partiet var chefredaktörer under perioder, däribland också Per Albin Hansson och Gustav Möller.
Ett problem för Social-Demokraten var finansieringen. Borgerliga tidningar tjänade stora summor på annonsintäkter och kunde därmed hålla lägre priser och vara mer konkurrenskraftiga. Branting menade dock att ”annonser innebär att kapitalet får inflytande över den fria opinionsbildningen”. Trots det var Social-Demokraten till slut tvungen ta in reklam, i syfte att kunna sälja tidningen till ett pris som arbetarklassen kunde betala. Eftersom tidningarnas inflytande i samhället ökade växte behovet för arbetarklassen och socialdemokratin att ha en egen press, som reklam för partiet och som medel att nå ut till folket.
Samma problem drabbade fler av de socialdemokratiska tidningar som dök upp under slutet av 1800- och början på 1900-talet. 1908 grundades därför A-Pressens Samorganisation, som skulle underlätta finansieringen av tidningarnas utgivning för att möjliggöra deras fortsatta existens, där en viktig del var annonser och reklam. Den reklamen som fick ta plats i tidningarna hade länge haft ett politiskt syfte i att bilda opinion, men 1916 bestämdes det i A-Pressens Samorganisation att reklam och annonser måste vara politiskt neutrala.

### Namnbytet
Den 30 september 1942 bytte tidningen namn till Morgon-Tidningen med motiveringen ”ett utpräglat politiskt namn utan tvivel är ett hinder för en tidnings spridning i många kretsar”. Morgon-Tidningen hade under 1950-talet en upplaga på drygt 50 000 exemplar på vardagar. På ledarplats stödde den Socialdemokratiska arbetarepartiets åsikter med mål att skapa opinion, och spelade en central roll i partiets utveckling.

### Återlanseringen
2021 väcktes tidningen åter till liv, i form av nyhetssajten Morgon-Tidningen, med angivande att opinionstexter är ”stolt socialdemokratiska”. Morgon-Tidningen ägs av socialdemokratiska AiP Media Produktion. Chefredaktör och ansvarig utgivare för nya Morgon-Tidningen är Karl Anders Lindahl.

## Medarbetare

### Chefredaktörer
- August Palm (1885–1886)
- Hjalmar Branting (1886–1892, 1896–1908, 1911–1917)
- C.N. Carleson (1908–1910)
- G. Gerhard Magnusson (1908–1912)
- Per Albin Hansson (1917–1921, 1923–1924)
- Gustav Möller (1921–1924)
- Arthur Engberg (1924–1932)
- Fredrik Ström (1932–1936)
- Zeth Höglund (1936–1940)
- Bernhard Greitz (1940–1942)
- Rickard Lindström (1940–1944)
- Gösta Elfving (1944–1957)
- Karl Fredriksson (1957–1958)
- Karl Anders Lindahl (2021–)[8]

### Övriga i urval
- Karl Eriksson, kommunalredaktör[9]
- Yngve Larsson[9]
- Emil Nordfjell, biträdande chefredaktör[10]